# Вилла Папирусов

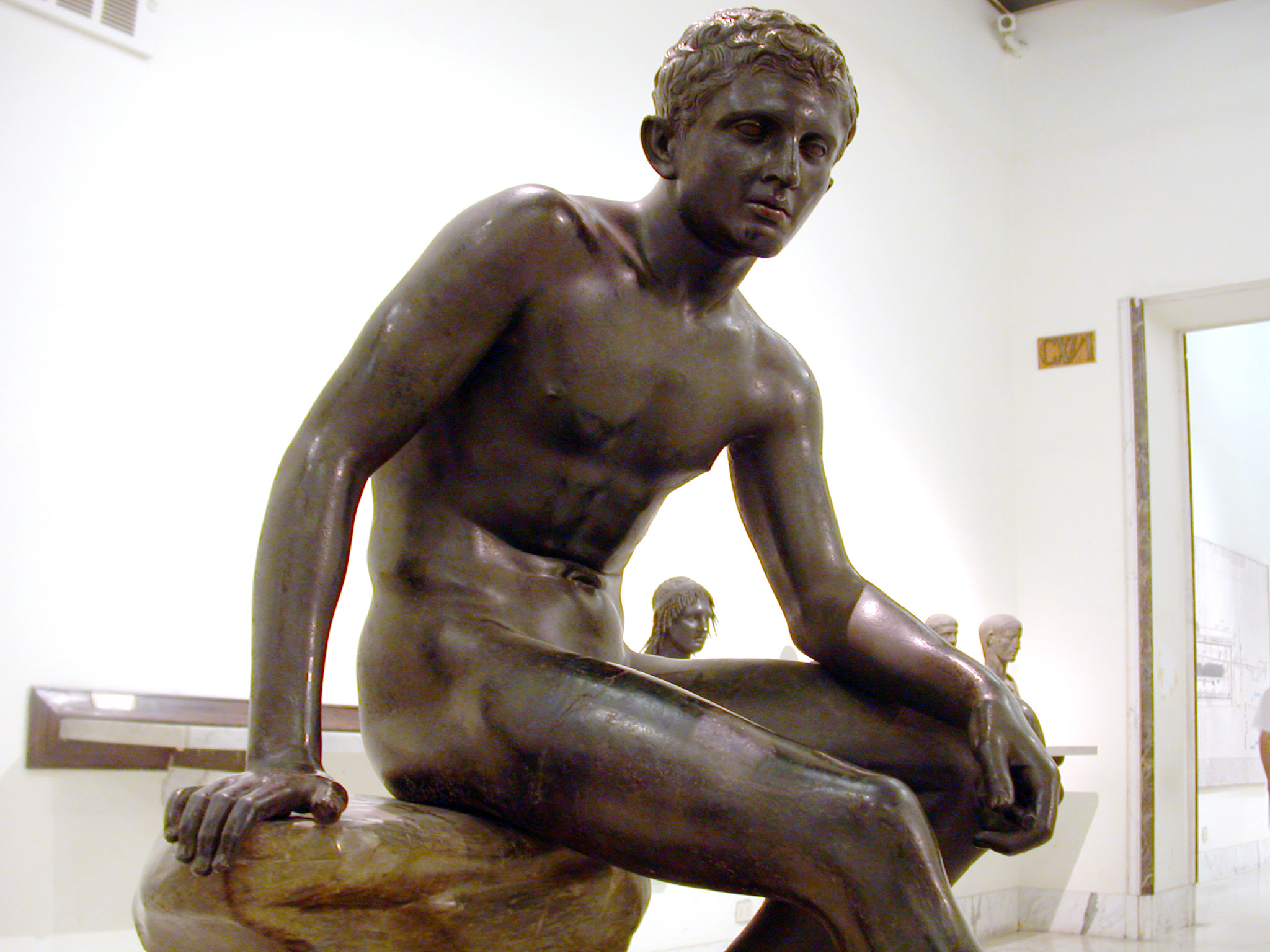
Античная бронзовая статуя с виллы Папирусов

Вилла Папирусов (итал. Villa dei Papiri) — роскошная древнеримская загородная вилла, раскинувшаяся на площади 2790 м² и удалённая от Геркуланума на расстояние нескольких сотен метров. Погребённая под слоем пепла вместе с Помпеями и Геркуланумом при извержении Везувия в 79 году, она была открыта в конце 1740-х годов. Под руководством швейцарского инженера Карла Якоба Вебера она исследовалась на протяжении шести лет путём пробивания коридоров в породе, но в 1765 году из-за выхода газа раскопки были свёрнуты. Археологические работы возобновлялись в 1930-х и 1990-х годах, когда за восемь лет было очищено от породы около 10 % территории виллы. В 1998 году раскопки были приостановлены из-за нехватки средств. Ограниченные работы были возобновлены в 2007 году.

## Описание
Вилла была воздвигнута предположительно в I веке до н. э. и изначально имела гораздо более скромные размеры, но позже была достроена. Территория виллы имела форму прямоугольника в четверть километра длиной. В её западной части располагался просторный перистиль размером 90×35 м с бассейном по центру и десятками бронзовых и мраморных статуй (часть из них выставлена в Национальном археологическом музее Неаполя).

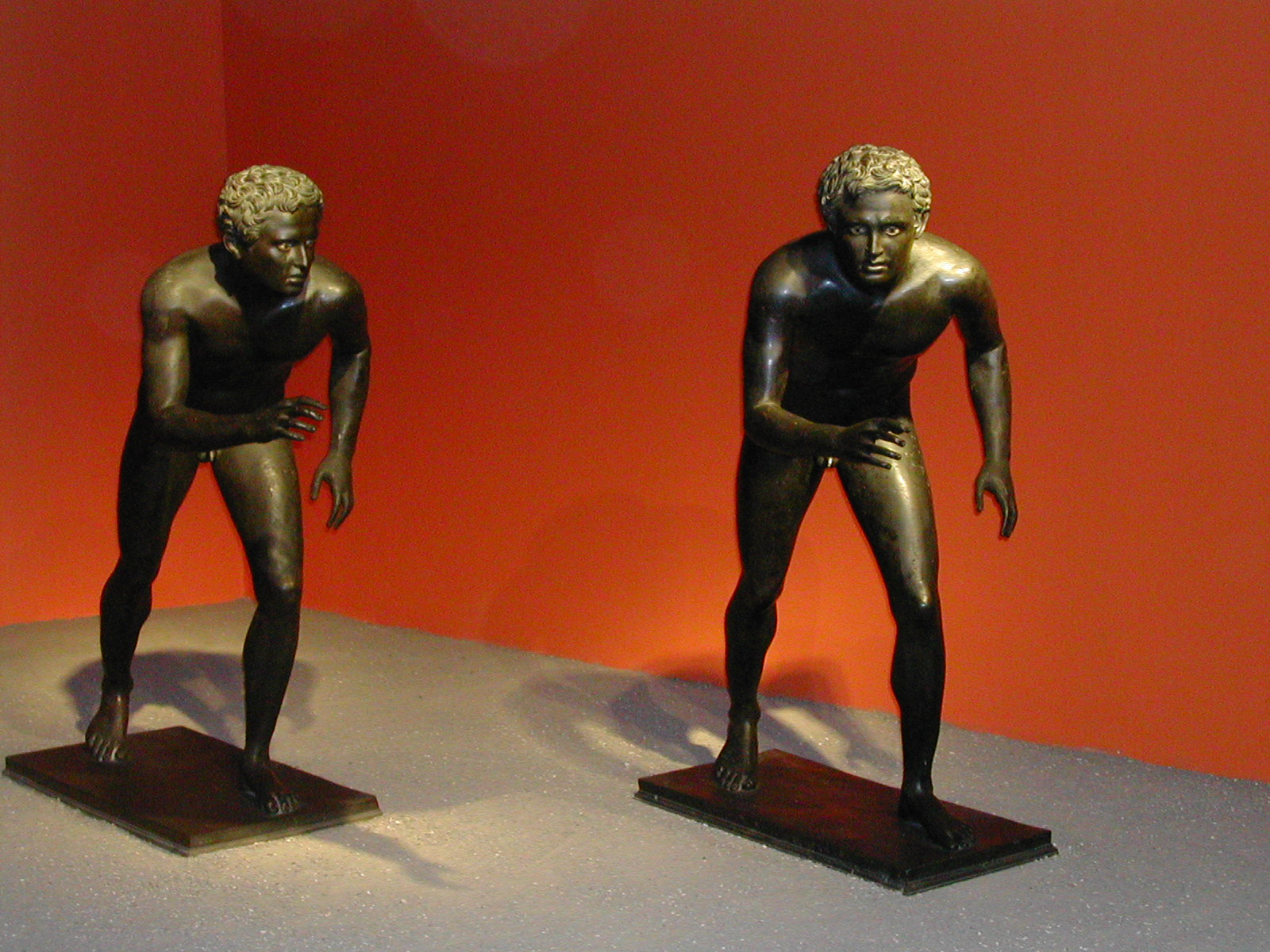
Статуи бегунов с виллы Папирусов

На территории виллы было установлено множество бюстов античных литераторов и государственных деятелей — полководца Сципиона Африканского, писателя Аристофана, царя Спарты Архидама III, поэтов Паниассиса и Фесписа, оратора Демосфена, философа Эпикура и многих других. Эти находки позволяют предположить, что владелец виллы был высокообразованным человеком и почитателем искусств. Считается, что вилла принадлежала Луцию Кальпурнию Пизону Цезонину, отцу Кальпурнии, третьей жены Цезаря.

## Библиотека
Наиболее впечатляющим открытием виллы является уникальная частная библиотека (единственная сохранившаяся библиотека времён Античности) из 1800 свитков папирусов с текстами на греческом, которые были сложены в корзинах и на полки ряда покоев. Свитки (та часть, которая расшифрована) содержат преимущественно сочинения Филодема, а также Цецилия Стация, Хрисиппа, Колота из Лампсака, Эпикура и его учеников Лукреция, Метродора из Лампсака, Полистрата и других.
Установить авторов удалось не сразу. В результате извержения папирусы превратились в обугленные и спёкшиеся свёртки, которые ломались при первых попытках развернуть и прочесть их. В 1756 году Антонио Пьяджо, священник из Библиотеки Ватикана, соорудил машину, которая была способна разворачивать свитки, не повреждая их. Хотя этот способ отнимал много времени, некоторые наименее обуглившиеся папирусы были расшифрованы.
В настоящее время исследование свитков ведётся с помощью многозональной съёмки, но содержание около половины из них всё ещё остаётся сокрытым. Учёные также предполагают, что в неисследованных областях виллы могут храниться свитки с утраченными текстами диалогов Аристотеля, пьес Софокла, Эврипида и Эсхила и неизвестные книги «Истории от основания города», фундаментального труда Ливия. Папирусы хранятся в Национальной библиотеке Неаполя.

## Перспективы исследований

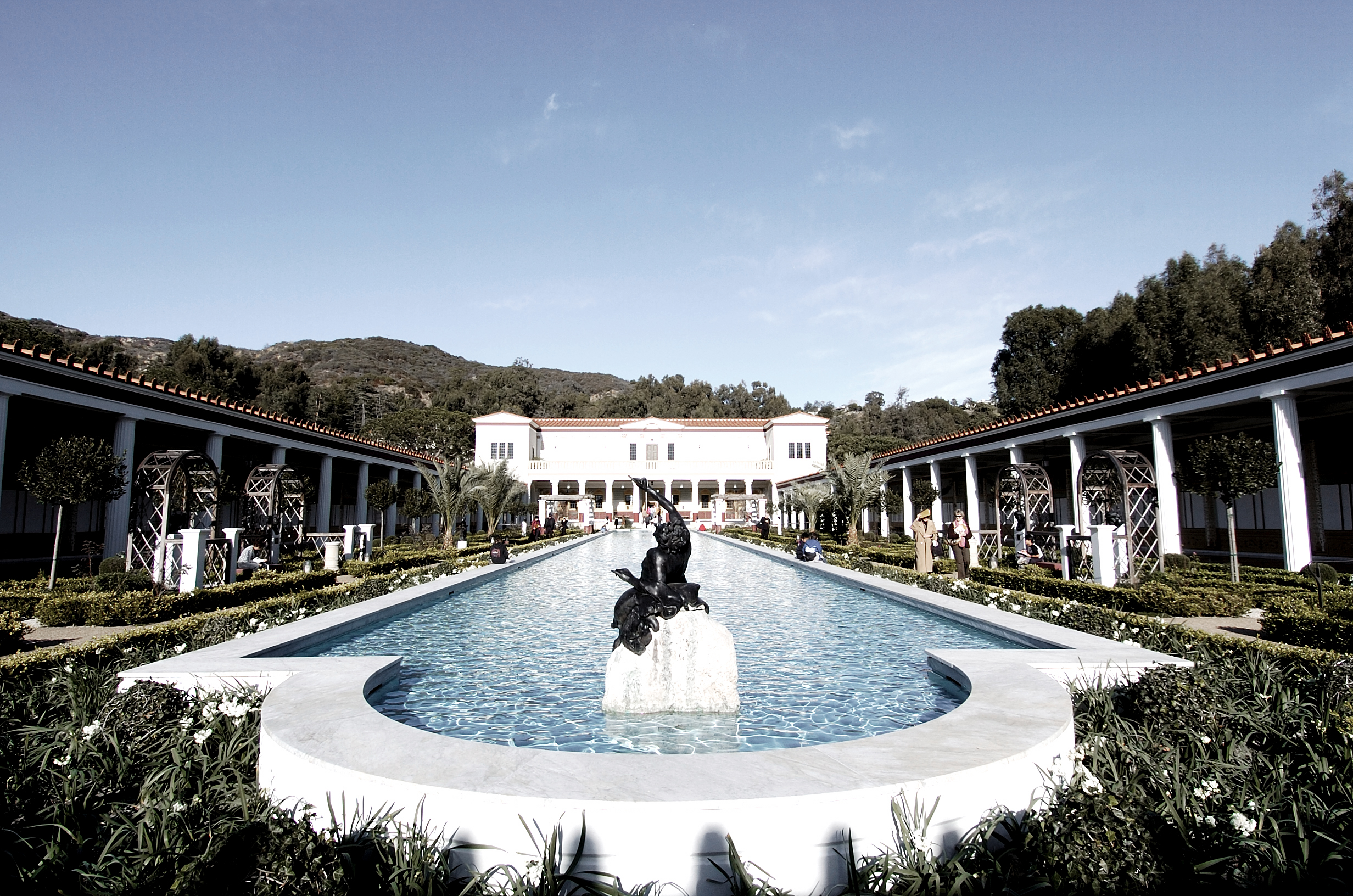
Вилла Гетти в Малибу, США

О том, вернутся ли археологи к работе на Вилле папирусов, пока не сообщается. В 2005 году Дэвид В. Паккард, сын сооснователя компании Hewlett-Packard, выразил готовность финансировать раскопки. Тем не менее некоторые учёные, в частности профессор Эндрю Уоллес-Хадрил, директор Британской школы в Риме, считают, что не стоит форсировать новые раскопки без тщательно составленного плана работ, так как это может грозить обрушением стен и кровли виллы. По мнению Уоллеса-Хадрила, прежде всего стоит озаботиться тем, как сохранить её уже открытые части, а также закончить работу по расшифровке папирусов. Дополнительные сложности создаёт тот факт, что вилла частично находится под современным селением Эрколано.

## Вилла Гетти
В 1974 году американский предприниматель Пол Гетти построил в Малибу копию Виллы папирусов, которая входит в комплекс основанного им музея. Хотя она и не является точной копией — так как оригинальная вилла раскопана только частично, недостающие фрагменты здания были возведены по мотивам античных построек других уничтоженных извержением городов, — всё же благодаря ей можно получить некоторое представление о том, как выглядела вилла Папирусов во времена процветания Геркуланума.